# Петар Камбер
Петар Камбер (Нови Сад, 1823 — Нови Сад, 20. децембар 1860) био је српски сликар цинцарског порекла.

## Биографија
Петар Камбер је од 1841. студирао на Ликовној академији у Бечу. Од 1847. био је учитељ цртања. Насликао је иконостас цркве у Крчедину (1856), а 1858. насликао је 13 фресака у цркви у Баноштору. Био је под утицајем назаренског сликарства.
Око 1860. насликао је портрет Јулијане Богдановић и ово дело се налази данас у ходнику галерије Матице српске.
Петров стриц Јован, био је градоначелник Новог Сада.